# Scott Turner
Eric Scott Turner (Richardson, Texas, 26 de febrero de 1972) es un empresario, orador motivacional, político y exjugador profesional de fútbol americano estadounidense. Es el secretario de Vivienda y Desarrollo Urbano de los Estados Unidos desde el 5 de febrero de 2025 bajo la segunda presidencia de Donald Trump.
Se desempeñó como director ejecutivo del Consejo de Oportunidades y Revitalización de la Casa Blanca desde 2019 hasta 2021. Anteriormente, fue representante estatal por el 33.º distrito de la Cámara de Representantes de Texas, que incluye parte del Condado de Collin y todo el Condado de Rockwall, desde 2013 hasta 2017. Antes de incursionar en la política, Turner jugó como esquinero en la National Football League (NFL) durante nueve temporadas.

## Primeros años y educación
Turner, un tejano de cuarta generación, creció en el área de Dallas. Desde niño asistió a la Mount Pisgah Baptist Community Church, donde su familia ha sido activa desde 1898. A los 10 años, sus padres se divorciaron, y le prometió a su madre que jugaría en la NFL.
Turner asistió a la Escuela Preparatoria Pearce, donde practicó fútbol americano y atletismo, y se graduó en 1990. Durante la preparatoria, trabajó como lavaplatos en Spring Creek Barbeque en Richardson, Texas.
Turner obtuvo una beca académica y deportiva completa para la Universidad de Illinois. En el equipo de fútbol, inicialmente jugó como receptor abierto y se convirtió en esquinero en su último año, usando el número "21" y logrando 48 tacleadas para los campeones del Liberty Bowl de 1994.
Turner también destacó en atletismo, especializándose en los 200 y 400 metros, ganando el título de Novato del Año en pista cubierta de la Conferencia Big Ten en 1991, y títulos en los 400 metros en 1992 y 1993. Fue nombrado Atleta del Mes de la Conferencia Big Ten en enero de 1993, y recibió honores del Primer Equipo All-Big Ten en 1992, 1993 y 1994. Como parte del equipo masculino de relevos 4x400 metros, obtuvo estatus All-America en pista cubierta (1991) y al aire libre (1993 y 1994).
Turner se graduó de la Universidad de Illinois con una licenciatura en comunicaciones en 1995.

## Carrera deportiva
Turner fue seleccionado en la séptima ronda del Draft de la NFL de 1995 por los Washington Redskins. Jugó como esquinero para los Redskins desde 1995 hasta 1997. Luego jugó cuatro temporadas (1998-2002) con los San Diego Chargers. En 2003, firmó con los Denver Broncos, pero una lesión en la pierna durante el campo de entrenamiento en 2004 puso fin a su carrera profesional.

## Carrera política
Durante la temporada baja de la NFL en 2003, Turner trabajó como pasante para el congresista Duncan Hunter. Después de retirarse del fútbol americano, aceptó un trabajo a tiempo completo en la oficina del congresista. En 2006, se postuló para el escaño vacante del 50.º distrito congresional de California en las elecciones especiales de 2006 para reemplazar a Duke Cunningham. En las elecciones primarias generales celebradas el 11 de abril de 2006, Turner quedó en octavo lugar de entre 17 candidatos. Después de perder las elecciones, Turner se mudó de regreso a Frisco, Texas.
En 2012, Turner anunció su candidatura para el recién creado 33.º distrito de la Cámara de Representantes de Texas. Turner derrotó a Jim Pruitt en las primarias republicanas y venció al candidato libertario Michael Carrasco en las elecciones generales del 6 de noviembre.
Prestó juramento como miembro de la Legislatura de Texas el 8 de enero de 2013. Ese mismo año, fue incluido por GOPAC en su lista de Líderes Emergentes del Partido Republicano.
Turner desafió a Joe Straus para el cargo de Presidente de la Cámara de Representantes de Texas en enero de 2015, siendo la primera votación registrada para presidente desde 1976. Aunque contó con el respaldo del Tea Party Caucus, Turner perdió ante Straus por 127 votos contra 19.
Turner sirvió durante dos mandatos consecutivos en la Legislatura de Texas, representando al 33.º distrito desde enero de 2013 hasta enero de 2017.
En 2023, Turner fue nombrado Director Visionario en JPI, un desarrollador, constructor y gestor de inversiones nacionales enfocado en viviendas multifamiliares asequibles en Estados Unidos.
Turner y su esposa, Robin Turner, son propietarios de Statesman Clothiers, una empresa de ropa masculina personalizada.

## Secretario de Vivienda y Desarrollo Urbano

### Nombramiento
En 2024, Trump nominó a Turner para el cargo de Secretario de Vivienda y Desarrollo Urbano en su segunda administración.

## Carrera empresarial
De 2007 a 2023, Turner trabajó en Systemware, una empresa de software de gestión de contenidos, donde ocupó varios cargos, incluido el de director de inspiración.
Turner es el fundador y presidente del Community Engagement & Opportunity Council (CEOC), una organización que apoya a niños que viven en la pobreza. CEOC es reconocido por la renovación del Laboratorio de Alfabetización en Bonton, una sección de Dallas.

## Vida personal
Turner está casado con Robin Turner, originaria de Champaign, Illinois, y alumna de la Universidad de Illinois. La pareja crio a su sobrino, Solomon, quien jugó fútbol americano y se graduó de la Universidad de Illinois en 2024.
Turner y su familia son miembros de la Iglesia Bautista Prestonwood, donde él sirve como pastor asociado.
En 2016, Turner recibió un doctorado honorífico de la Universidad Bautista de Dallas.